# Heleen Hummelen
Helena Hanna Maria (Heleen) Hummelen (Groningen, 22 maart 1962) is een Nederlands actrice en journalist.
Heleen Hummelen werd geboren in Groningen, maar verhuisde op jonge leeftijd naar het Gelderse Malden toen haar vader een leerstoel (Nederlandse letteren) aangeboden kreeg aan de Universiteit Nijmegen. Ze doorliep het Elshof College in Nijmegen en studeerde vervolgens aan de Toneelacademie in Maastricht.
Na haar studie was ze voornamelijk actief op het toneel en speelde ze gastrollen in televisieseries. Ook produceerde ze een aantal zelfgeïnitieerde projecten van uiteenlopende aard. Zo maakte ze samen met actrice Barbara Feldbrugge en regisseur Robert Wiering voor de VPRO de 'Grote Laura en Lena Fhijnbeenshow', waarin ze zelf de rol van Lena vertolkte. Ook was ze te zien als 30-jarige lokettiste op het station in de film 'Het Zakmes' uit 1992, met Olivier Tuinier en Adelheid Roosen. Datzelfde jaar speelde ze een gastrol in Sjans, als Bea.
Eind jaren negentig maakte ze samen met Anke Luijning en Tessa Posthuma de Boer een wekelijkse foto-strip genaamd "Go Girl Go", en vervolgens een maandelijkse foto-strip voor "Opzij", "Zei Zij".
Van 2000 tot 2003 was Hummelen te zien in de serie "Oppassen!!!" (VARA) met o.a. Ben Hulsman en Edmond Classen, als Bella van Cleeff.
In 2005 schreef ze voor de KRO radio de zomersoap 'Een wilde zomer', die ze samen met Stefan Stasse uitvoerde als karakters Max en Maukje. Vanwege het succes kreeg deze soap in 2006 een vervolg, 'Het Hoge Noorden'. Beide soaps zijn als luisterboek verkrijgbaar. Hierop volgde van 2005 tot 2008 een dagelijkse column voor de KRO gebaseerd op de dagelijkse actualiteit: "De Wereld in 2 minuten volgens Max en Maukje".
Van 2009 tot 2015 werkte ze vervolgens aan verschillende audiotours, waaronder "Ecoutez Chassé" over de Chassébuurt, en het "Westerbork-Luisterpad", waarvoor een ruime verzameling aan getuigenissen van Kamp Westerbork werd verzameld op de route waarlangs de deportatie-trein in de Tweede Wereldoorlog reed, van de Amsterdamse Stadsschouwburg tot Kamp Westerbork.
Vanaf 2016 werkt ze als freelancer aan verschillende radio-documentaires, onder andere voor de VPRO. 
In 2020 wint ze de Zilveren Reissmicrofoon voor haar podcast "Virusverhalen" voor NPO Radio 1, over persoonlijke verhalen van Nederlanders in de Corona-tijd.
Hummelen is getrouwd en heeft een dochter en een stiefdochter.